# St. Clemens am Poříčí

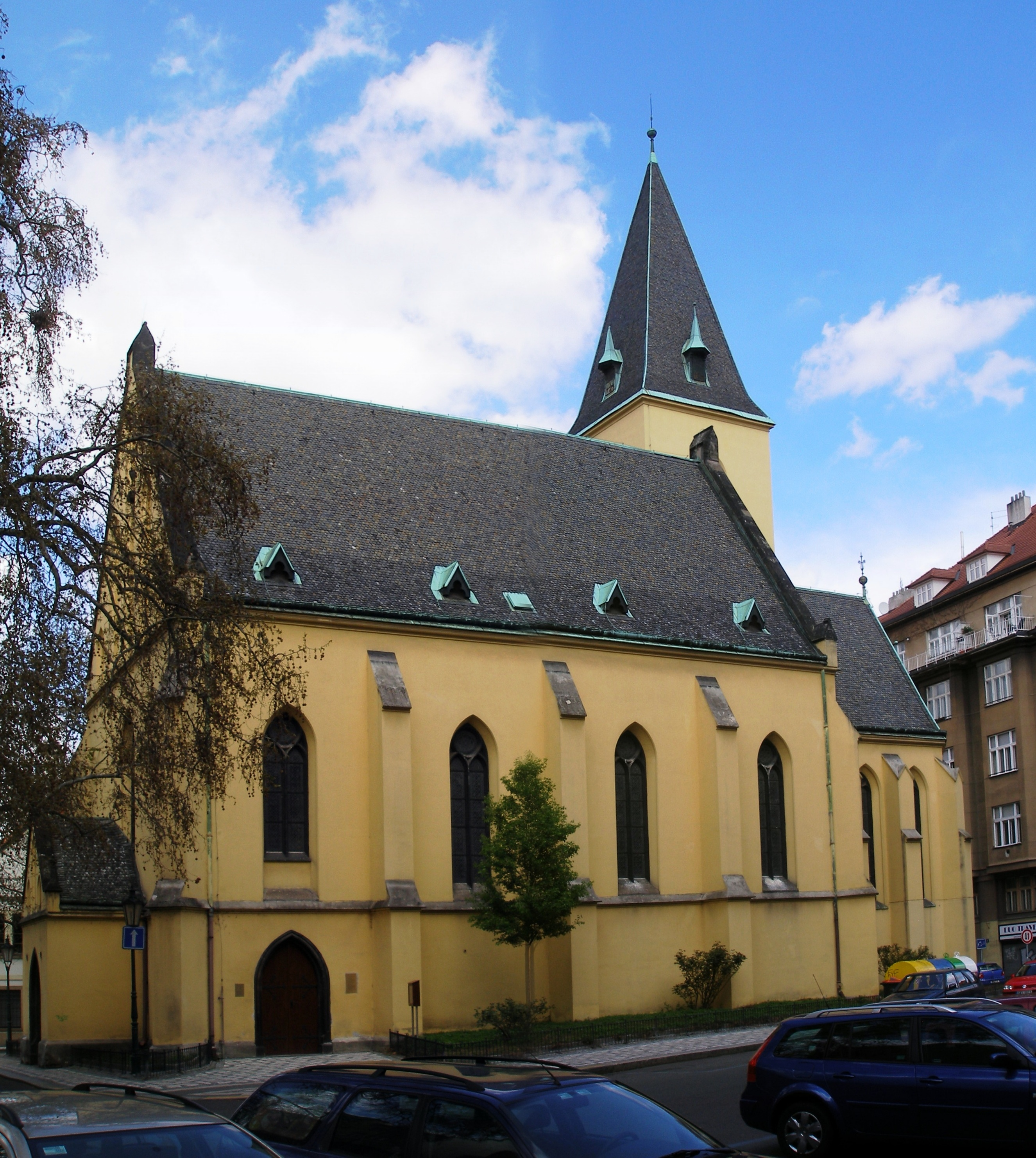
Clemenskirche Prager Neustadt

Die St.-Clemens-Kirche (Kostel svatého Klimenta) ist eine gotische Kirche der Evangelischen Kirche der Böhmischen Brüder in der Prager Neustadt.
Sie war als Kirche der ehemaligen Siedlung Újezd nordöstlich der Prager Altstadt im 11. Jahrhundert erbaut worden. Ab 1222 bestand hier die erste Prager Niederlassung der Dominikaner, somit war sie eine der Kloster- und Stiftskirchen der Neustadt.
Die Clemenskirche erfuhr im dritten Viertel des 14. Jahrhunderts einen Umbau. Die Gewölbe stammen erst aus dem Jahr 1578. Von 1784 bis 1850 wurde sie nicht als Kirche benutzt, seit 1850 wieder von der Evangelischen Kirche H.B. in Österreich. 1893–1894 wurde die Kirche regotisiert.
Seit 1918 nutzt die im selben Jahr neugegründete Evangelische Kirche der Böhmischen Brüder die Kirche.
Im Zusammenhang mit der Generalrekonstruktion 1975–1980 wurden auch archäologische Ausgrabungen durchgeführt.